# Municipio de Plato (Illinois)
El municipio de Plato (en inglés: Plato Township) es un municipio ubicado en el condado de Kane en el estado estadounidense de Illinois. En el año 2010 tenía una población de 6166 habitantes y una densidad poblacional de 71,05 personas por km².

## Geografía
Según la Oficina del Censo de los Estados Unidos, el municipio tiene una superficie total de 86.78 km², de la cual 86,78 km² corresponden a tierra firme y (0 %) 0 km² es agua.

## Demografía
Según el censo de 2010, había 6166 personas residiendo en el municipio de Plato. La densidad de población era de 71,05 hab./km². De los 6166 habitantes, el municipio de Plato estaba compuesto por el 88 % blancos, el 1,83 % eran afroamericanos, el 0,23 % eran amerindios, el 5,85 % eran asiáticos, el 2,58 % eran de otras razas y el 1,51 % eran de una mezcla de razas. Del total de la población el 8,45 % eran hispanos o latinos de cualquier raza.